# Bimal Rathnayaka
Bimal Rathnayaka, né le 1er mai 1958, est un homme politique srilankais, membre du parlement du Sri Lanka.
Bimal Rathnayaka est ingénieur de formation, représentant du district de Kalutara, pour le United People's Freedom Alliance.